# Mauricio Riesco Droguett
Mauricio Riesco Droguett (Santiago de Chile, 1814-Ibidem, 5 de junio de 1887) fue un agricultor, abogado y diputado chileno.

## Familia
Nació en 1814; hijo de Manuel Riesco, fundador del apellido en Chile y nacido en España, y de su tercera señora, Mercedes Droguett Ballesteros.
Se casó con Carlota Errázuriz Zañartu, hermana del presidente Federico Errázuriz Zañartu. Tuvieron nueve hijos, entre ellos destaca el presidente de la República Germán Riesco.

## Estudios
Se doctoró en Leyes en 1840.

## Vida privada
Se dedicó a las actividades agrícolas y al foro. Pero prefería la soledad del campo al bullicio de la ciudad.

## Vida pública
Fue electo diputado suplente por Quinchao, período 1846-1849; no consta su incorporación a la Cámara de Diputados.

## Muerte
Falleció el 5 de junio de 1887